# Hitchhike to Happiness
Hitchhike to Happiness è un film del 1945 diretto da Joseph Santley.